# 外淋巴
外淋巴（perilymph）是骨迷路与膜迷路之间的淋巴，可传递声波振动。外淋巴属于内耳中的一种细胞外液，位于耳蜗的前庭阶、鼓室阶内。
外淋巴与内淋巴相对应，但不直接接触。外淋巴液的离子成分与血浆、脑脊液成分相似，主要的阳离子为钠离子，其中钠离子和钾离子的浓度分别为138mM、6.9mM。

## 结构
内耳的核心部分为骨迷路，由耳蜗和前庭系统组成。骨迷路内有膜迷路，膜迷路中含有内淋巴，而外淋巴包裹膜迷路（介于骨迷路和膜迷路之间），起保护作用。骨迷路中的外淋巴液与蛛网膜下腔的脑脊液通过外淋巴管相连。

## 成分及功能
外淋巴和内淋巴液中特有的离子成分可调节听觉毛细胞的电化学冲动。内淋巴液比外淋巴液的电势高出80-90毫伏，这是因为内淋巴液含有更高浓度的钾离子而外淋巴液含有更高浓度的钠离子，这被称为耳蜗内电位。
此外，外淋巴中含有大量蛋白质，对代谢和免疫反应起到重要作用。

## 临床
有研究认为梅尼埃病是内耳的内淋巴、外淋巴单向流动受阻造成。